# Példaképek Demcsák Zsuzsával
A Példaképek Demcsák Zsuzsával a TV2 Csoport második, podcast műsora Demcsák Zsuzsa vezetésével, amelyet 2025. március 21-én mutattak be a TV2 Playen.

## Története
A TV2 2025. március 6-án csütörtök délután közleményben jelentette be, hogy március 21-én debütál a TV2 Playen a Példaképek Demcsák Zsuzsával című műsor. A podcastnek kéthetente jelenik majd meg új epizódja, melyekben a Demcsák Zsuzsa egy-egy országosan elismert szakemberrel beszélget majd.

## Évadok
| Évad | Évad | Részek száma | Részek száma | Eredeti sugárzás    | Eredeti sugárzás | Eredeti adó |
| Évad | Évad | Részek száma | Részek száma | Évadbemutató        | Évadzáró         | Eredeti adó |
| ---- | ---- | ------------ | ------------ | ------------------- | ---------------- | ----------- |
|      | 1.   | 8            | 8            | 2025. március 21.   | 2025. június 27. |             |
|      | 2.   | n/a          | n/a          | 2025. szeptember 3. | n. a.            |             |

## Vendégek
| Adás | Vendég            |
| Adás | 1. évad           |
| ---- | ----------------- |
| 1.   | Kapitány István   |
| 2.   | Zwack Sándor      |
| 3.   | Bán Mór           |
| 4.   | Lobenwein Norbert |
| 5.   | Juhász Árpád      |
| 6.   | Rasovszky Kristóf |
| 7.   | Trunk Tamás       |
| 8.   | Hegedüs Éva       |